# Giro del Belgio 1946
Il Giro del Belgio 1946, trentesima edizione della corsa, si svolse in nove tappe tra il 15 maggio e il 26 maggio 1946, per un percorso totale di 2 093 km, e fu vinto dal belga Albrecht Ramon.
Su 122 corridori partiti, 20 conclusero la gara.

## Tappe
| Tappa  | Data      | Percorso                                | km    | Vincitore di tappa | Leader cl. generale |
| ------ | --------- | --------------------------------------- | ----- | ------------------ | ------------------- |
| 1ª     | 15 maggio | Bruxelles > Anversa                     | 255   | Maurice Clautier   |                     |
| 2ª     |           | Anversa > Ostenda                       | 255   | Lode Poels         |                     |
| 3ª     |           | Ostenda > Gand                          | 235   | Petrus Van Verre   |                     |
| 4ª     |           | Gand > Mons                             | 213   | Albert Sercu       |                     |
| 5ª     |           | Mons > Charleroi                        | 238   | Désiré Keteleer    |                     |
| 6ª     |           | Charleroi > Namur                       | 201   | Albert Sercu       |                     |
| 7ª     |           | Namur > Lussemburgo                     | 229   | Julius Hamelryckx  |                     |
| 8ª-1ª  |           | Lussemburgo > Wiltz (Cron. individuale) | 56    | Jean Engels        |                     |
| 8ª-2ª  |           | Wiltz > Liegi                           | 190   | Marcel Dupont      |                     |
| 9ª     | 26 maggio | Liegi > Bruxelles                       | 222   | René Beyens        | Albrecht Ramon      |
| Totale | Totale    | Totale                                  | 2 093 |                    |                     |

## Dettagli delle tappe

### 1ª tappa
- 15 maggio: Bruxelles > Anversa – 255 km

Risultati
| Pos. | Corridore        | Squadra        | Tempo    |
| ---- | ---------------- | -------------- | -------- |
| 1    | Maurice Clautier | Thompson       | 6h58'01" |
| 2    | Lode Poels       | Garin          | s.t.     |
| 3    | Albert Sercu     | Dilecta-Wolber | s.t.     |

### 2ª tappa
- Anversa > Ostenda – 255 km

Risultati
| Pos. | Corridore           | Squadra       | Tempo    |
| ---- | ------------------- | ------------- | -------- |
| 1    | Lode Poels          | Garin         | 7h29'50" |
| 2    | Roger Desmet        | Alcyon-Dunlop | s.t.     |
| 3    | Petrus Vanderrusten | Individuale   | a 4"     |

### 3ª tappa
- Ostenda > Gand – 235 km

Risultati
| Pos. | Corridore        | Squadra        | Tempo    |
| ---- | ---------------- | -------------- | -------- |
| 1    | Petrus Van Verre | Garin          | 7h03'08" |
| 2    | Albrecht Ramon   | Cilo           | a 29"    |
| 3    | Désiré Keteleer  | Dilecta-Wolber | s.t.     |

### 4ª tappa
- Gand > Mons – 213 km

Risultati
| Pos. | Corridore        | Squadra        | Tempo    |
| ---- | ---------------- | -------------- | -------- |
| 1    | Albert Sercu     | Dilecta-Wolber | 6h39'12" |
| 2    | Théo Pirmez      | Rochet-Dunlop  | a 18"    |
| 3    | Petrus Van Verre | Garin          | a 2'42"  |

### 5ª tappa
- Mons > Charleroi – 238 km

Risultati
| Pos. | Corridore       | Squadra        | Tempo    |
| ---- | --------------- | -------------- | -------- |
| 1    | Désiré Keteleer | Dilecta-Wolber | 6h33'20" |
| 2    | Oscar Giltay    | Giltay         | s.t.     |
| 3    | Emmanuel Thoma  | Starnord       | a 50"    |

### 6ª tappa
- Charleroi > Namur – 201 km

Risultati
| Pos. | Corridore         | Squadra        | Tempo    |
| ---- | ----------------- | -------------- | -------- |
| 1    | Albert Sercu      | Dilecta-Wolber | 6h21'25" |
| 2    | Roger Desmet      | Alcyon-Dunlop  | a 10"    |
| 3    | Julius Hamelryckx | Individuale    | s.t.     |

### 7ª tappa
- Namur > Lussemburgo – 229 km

Risultati
| Pos. | Corridore         | Squadra       | Tempo    |
| ---- | ----------------- | ------------- | -------- |
| 1    | Julius Hamelryckx | Individuale   | 6h44'58" |
| 2    | Albert Anciaux    | Rochet-Dunlop | a 7"     |
| 3    | Albrecht Ramon    | Cilo          | a 9"     |

### 8ª tappa-1ª semitappa
- Lussemburgo > Wiltz – Cronometro individuale – 56 km

Risultati
| Pos. | Corridore        | Squadra       | Tempo    |
| ---- | ---------------- | ------------- | -------- |
| 1    | Jean Engels      | Alcyon-Dunlop | 1h30'45" |
| 2    | Jean Bogaerts    | Alcyon-Dunlop | a 25"    |
| 3    | Petrus Van Verre | Garin         | a 1'17"  |

### 8ª tappa-2ª semitappa
- Wiltz > Liegi – 190 km

Risultati
| Pos. | Corridore      | Squadra       | Tempo    |
| ---- | -------------- | ------------- | -------- |
| 1    | Marcel Dupont  | Alcyon-Dunlop | 5h28'25" |
| 2    | Albert Carrier | Rochet-Dunlop | a 9"     |
| 3    | Albert Anciaux | Rochet-Dunlop | a 2'20"  |

### 9ª tappa
- 26 maggio: Liegi > Bruxelles – 222 km

Risultati
| Pos. | Corridore             | Squadra   | Tempo    |
| ---- | --------------------- | --------- | -------- |
| 1    | René Beyens           | Métropole | 6h51'18" |
| 2    | Gaston Van Den Dooren | Métropole | a 34"    |
| 3    | Petrus Van Verre      | Garin     | a 5'15"  |

## Classifiche della corsa

### Classifica generale
| Pos. | Corridore         | Squadra        | Tempo      |
| ---- | ----------------- | -------------- | ---------- |
| 1    | Albrecht Ramon    | Cilo           | 62h14'11"  |
| 2    | Jean Engels       | Alcyon-Dunlop  | a 10'10"   |
| 3    | Julius Hamelryckx | Individuale    | a 19'37"   |
| 4    | Albert Sercu      | Dilecta-Wolber | a 27'29"   |
| 5    | Petrus Van Verre  | Garin          | a 33'50"   |
| 6    | Roger Desmet      | Alcyon-Dunlop  | a 35'40"   |
| 7    | Désiré Keteleer   | Dilecta-Wolber | a 1h11'46" |
| 8    | Achiel De Backer  | Métropole      | a 1h14'09" |
| 9    | Louis Michiels    | Rochet-Dunlop  | a 2h00'32" |
| 10   | Albert Carrier    | Rochet-Dunlop  | a 2h06'34" |